# Pozzillo (Acireale)
Pozzillo (Pizziḍḍu in siciliano) è una frazione di Acireale, nella Città metropolitana di Catania. Si trova nell'estrema parte settentrionale del territorio comunale, circondata da giardini d'agrumi, sulla riva del mare Ionio, ai piedi del vulcano Etna. Dista circa 6 km da Acireale. Il suo nome deriva dal siciliano pizziḍḍu che significa "piccola punta" o "piccolo capo sul mare".

## Storia
Originariamente il territorio pozzillese era parte del fitto Bosco di Aci che spaziava per l'intero versante orientale etneo, bosco interrotto da una colata lavica del 1030 d.C. circa (eruzione laterale del cratere di Monte Ilice) che sfocia in mare tra Pozzillo e Stazzo. È intorno al 1100/1200 che troviamo un primo insediamento umano con la formazione di un priorato monastico benedettino, soprannominato dagli storici "Santa Maria di lu Puccillu di Jaci", dipendente dall'Abbazia di S. Agata di Catania.
Il vero e proprio borgo, denominato inizialmente "Punta Secca", è sorto poco più a nord dell'attuale centro attorno alla vecchia chiesa, già esistente nel Cinquecento, dedicata alla prima Patrona del paese, Maria Stella Maris, e sorgeva proprio sul pizziḍḍu. L'erosione del mare porta alla rovina del primo edificio di culto e nel 1786 venne costruita una seconda chiesa, dedicata alla nuova Patrona di Pozzillo S. Margherita d'Antiochia (il cui culto, secondo la leggenda, pare essere stato trasmesso da pescatori provenienti dall'Oriente naufragati e salvati dagli abitanti locali), costruita più in entroterra e di cui oggi non resta traccia, essendo stata abbattuta per far posto alla speculazione edilizia negli anni settanta. L'attuale edificio di culto dell'Ottocento, divenuto chiesa madre, è sito nel centro dell'attuale borgo sorto posta poco più a sud a causa dello spostamento degli abitanti spinti dal continuo avanzare del mare. Di più recente formazione è Pozzillo Superiore a circa 1 km di distanza e più in entroterra, sulla strada provinciale per Riposto.

## Monumenti e luoghi d'interesse
- Chiesa di Santa Margherita

## Cultura

### Tradizioni locali

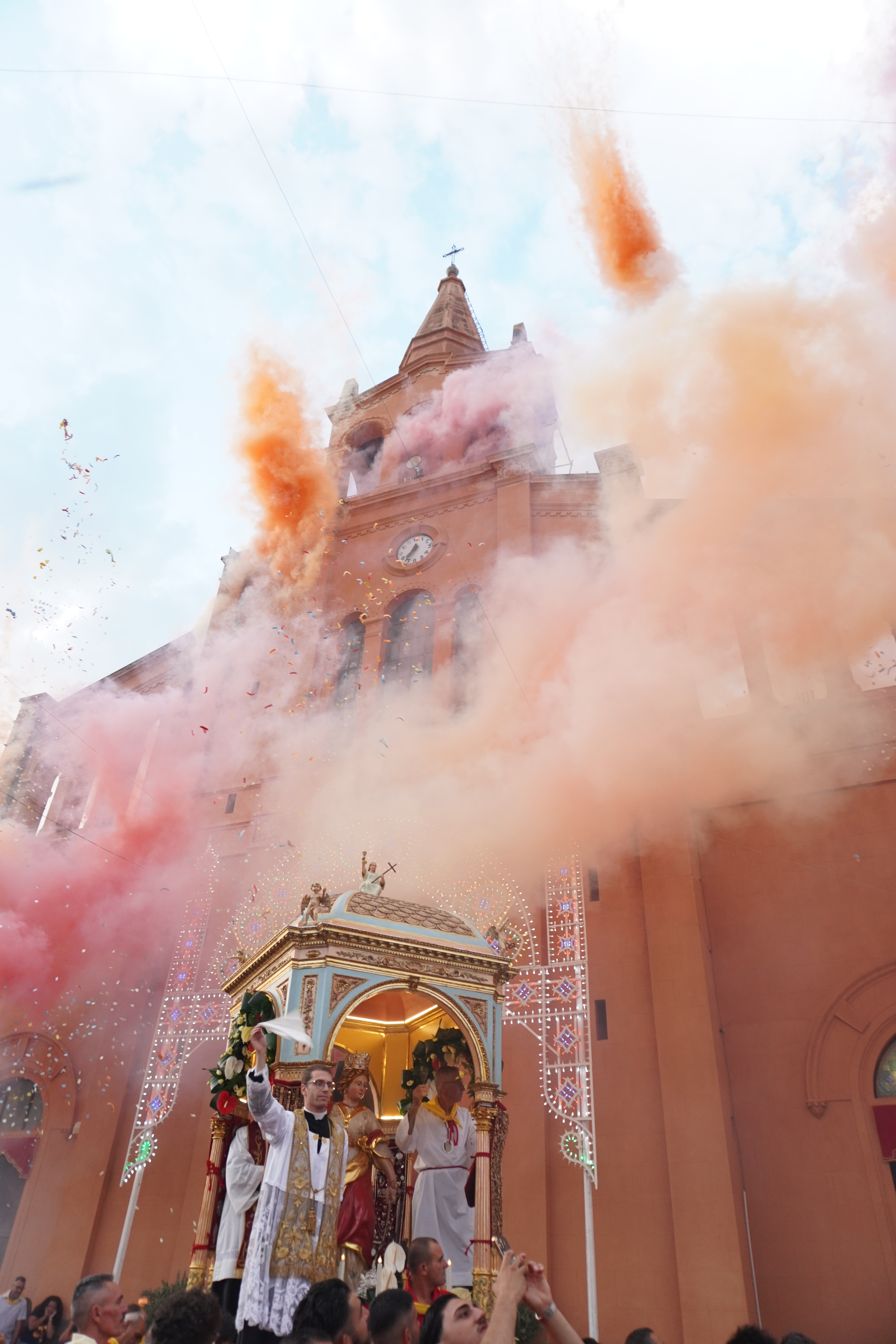
Uscita del simulacro e del fercolo di S. Margherita dalla chiesa madre di Pozzillo

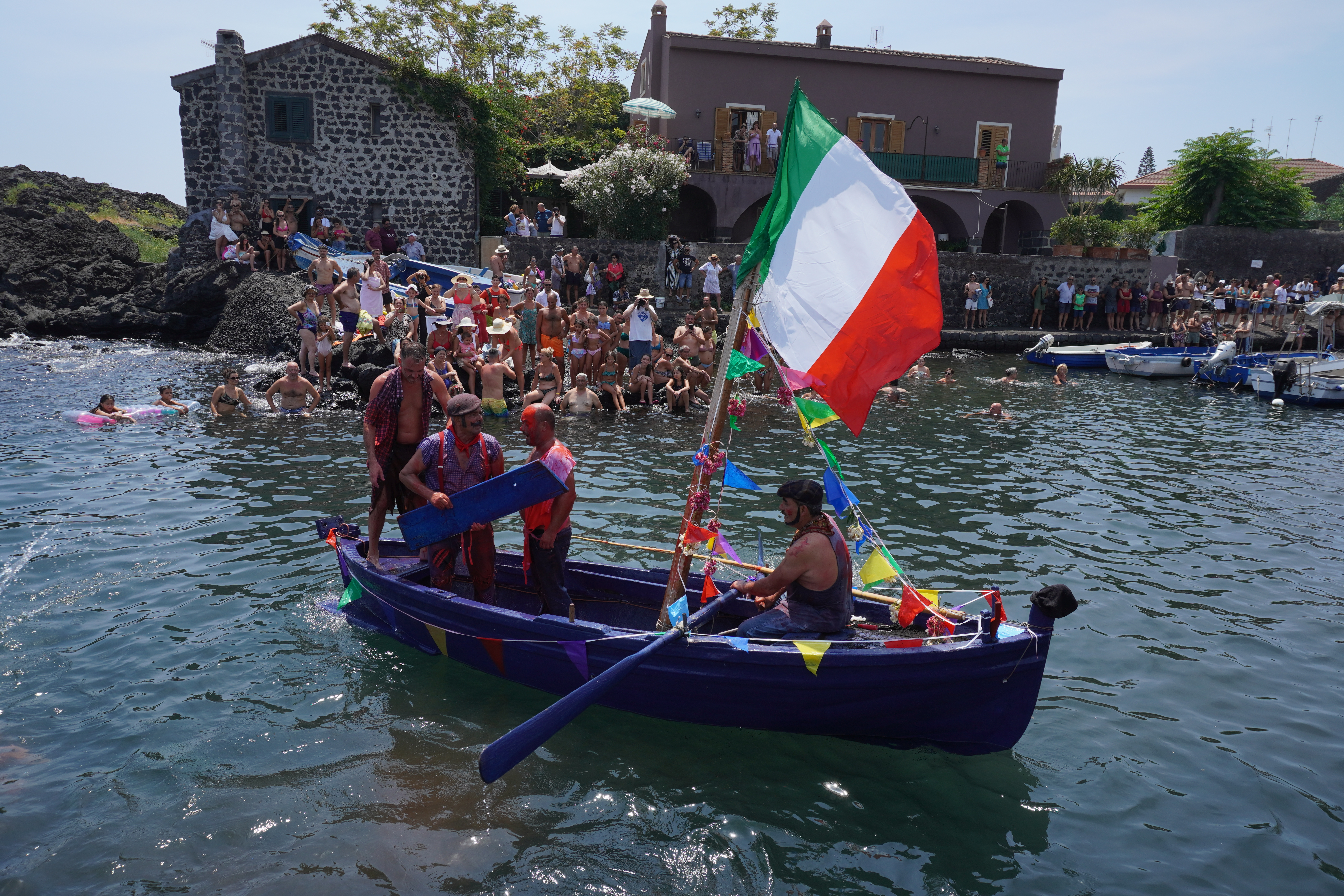
Il tradizionale "Scherzo del pesce"

I più importanti eventi del paese ruotano attorno ai festeggiamenti in onore della Patrona S. Margherita,con sagre, spettacoli e varie iniziative. Il 20 luglio, Solennità S. Margherita, una processione porta le reliquie della Santa a imbarcarsi su un peschereccio per la tradizionale benedizione del mare. Mentre ogni primo weekend di agosto si svolge la "festa ranni" con la svelata del simulacro della Patrona e la processione con lo sparo di spettacolari fuochi pirotecnici, il giro del Sabato a Pozzillo Superiore e della Domenica a Pozzillo Inferiore. Nella stessa Domenica, la mattina, i pescatori e i devoti mettono in scena il tradizione "Scherzo del pesce" o "U pisci a mari", rappresentazione folkloristica di una pesca che sembra andare bene fino a quando il pesce scappa più volte facendo confondere i pescatori che perdono il controllo della barca che si ribalta.

### Cinema
A Pozzillo sono stati girati alcuni film:
- Un bellissimo novembre (1969), con Gina Lollobrigida e Gabriele Ferzetti, di Mauro Bolognini, tratto dal romanzo omonimo di Ercole Patti (scrittore catanese cui deteneva una casa di villeggiatura sulla costa pozzillese). La suggestiva e panoramica scena del tiro al piattello è ambientata e girata sulla timpa, o chiancone, dove vi era la piazza e la chiesetta dell'antico paese, prima che venissero distrutte per realizzare condomini di seconde case.
- La prima notte del dottor Danieli, industriale, col complesso del... giocattolo, film del 1970 con Lando Buzzanca, Françoise Prévost, Saro Urzì. Divertente con interessanti scorci dell'epoca la scena allo scaro e della baia Fontanelle di Pozzillo e della sua fontana "miracolosa".
- Il padrino - Parte II: alcune scene del film del 1974 vincitore di 6 Oscar, diretto da Francis Ford Coppola con Al Pacino, Robert De Niro, Robert Duvall, Diane Keaton e John Cazale, sono state girate in una villa di campagna localizzata nella zona di Pozzillo Superiore.
- Nell'estate 2024 vengono ambientate diverse scene del film Arrivederci Tristezza con Nino Frassica, Alessio Vassalo e Selene Caramazza[senza fonte].

### Gastronomia
Luigi Veronelli ha parlato delle olive di Pozzillo, specialità di olive verdi locali schiacciate e conservate in salamoia, da mangiare per tornagusto e come companatico o impiegare come ingredienti per antipasti, come la giardiniera, o secondi piatti come l'agghiotta di pesce o di stoccafisso

## Economia
L'economia si basa su piccole attività, e in particolare sulla pesca tradizionale e l'agricoltura, in particolare di limoni, e durante la stagione estiva di turismo.
Inoltre a Pozzillo vi è una sorgente di acque minerali leggermente alcaline. L'acqua, classificata come solfato-magnesiaca, veniva prelevata anche attraverso tre pozzi artificiali e imbottigliata e commercializzata dal 1926 dalla società Acquapozzillo che poteva vantarsi di aver fornito il re Ferdinando I di Bulgaria, che conobbe l'acqua durante un suo soggiorno in Sicilia; ma anche il re Giorgio VI, padre di Elisabetta II, la conobbe e se ne fornì. L'attività, che era passata alla Regione Siciliana, è cessata negli anni 2000.